# Irving (Texas)
Irving è un comune (city) degli Stati Uniti d'America della contea di Dallas nello Stato del Texas. La popolazione era di 216.290 abitanti al censimento del 2010, il che la rende la 13ª città più popolosa dello stato. È un sobborgo dell'anello interno della città di Dallas e fa parte della Dallas-Fort Worth Metroplex.

## Geografia fisica
Secondo lo United States Census Bureau, la città ha una superficie totale di 176,17 km², dei quali 173,57 km² di territorio e 2,6 km² di acque interne (1,47% del totale).

## Storia
Irving è stata fondata nel 1903 da J.O. "Otto" Schulze e Otis Brown. Si crede che lo scrittore Washington Irving era uno dei scrittori preferiti di Netta Barcus Brown, e di conseguenza il nome della posizione della città, Irving, è stato scelto. Irving in origine era iniziata nel 1889 come un'area chiamata Gorbit, e nel 1894 cambiò nome in Kit. Irving è stata incorporata il 14 aprile 1914, con Otis Brown come primo sindaco.

## Società

### Evoluzione demografica
Secondo il censimento del 2010, la popolazione era di 216.290 abitanti.

### Etnie e minoranze straniere
Secondo il censimento del 2010, la composizione etnica della città era formata dal 53,07% di bianchi, il 12,26% di afroamericani, lo 0,87% di nativi americani, il 14,04% di oceaniani, lo 0,12% di oceanici, il 16,16% di altre etnie, e il 3,49% di due o più etnie. Ispanici o latinos di qualunque etnia erano il 41,13% della popolazione.

## Amministrazione

### Gemellaggi
Irving stringe relazioni con sei città:
- Espoo
- Darhan
- León
- Merton
- Boulogne-Billancourt
- Marino